# Gangoh
Gangoh es una ciudad y municipio situada en el distrito de Saharanpur en el estado de Uttar Pradesh (India). Su población es de 59279 habitantes (2011). 

## Demografía
Según el censo de 2011 la población de Gangoh era de 59279 habitantes, de los cuales 31318 eran hombres y 27961 eran mujeres. Gangoh tiene una tasa media de alfabetización del 63,51%, inferior a la media estatal del 67,68%: la alfabetización masculina es del 70,64%, y la alfabetización femenina del 55,51%.